# Luis París
Luis París y Zejín (1863-1936) fue un escritor y empresario teatral español.

## Biografía

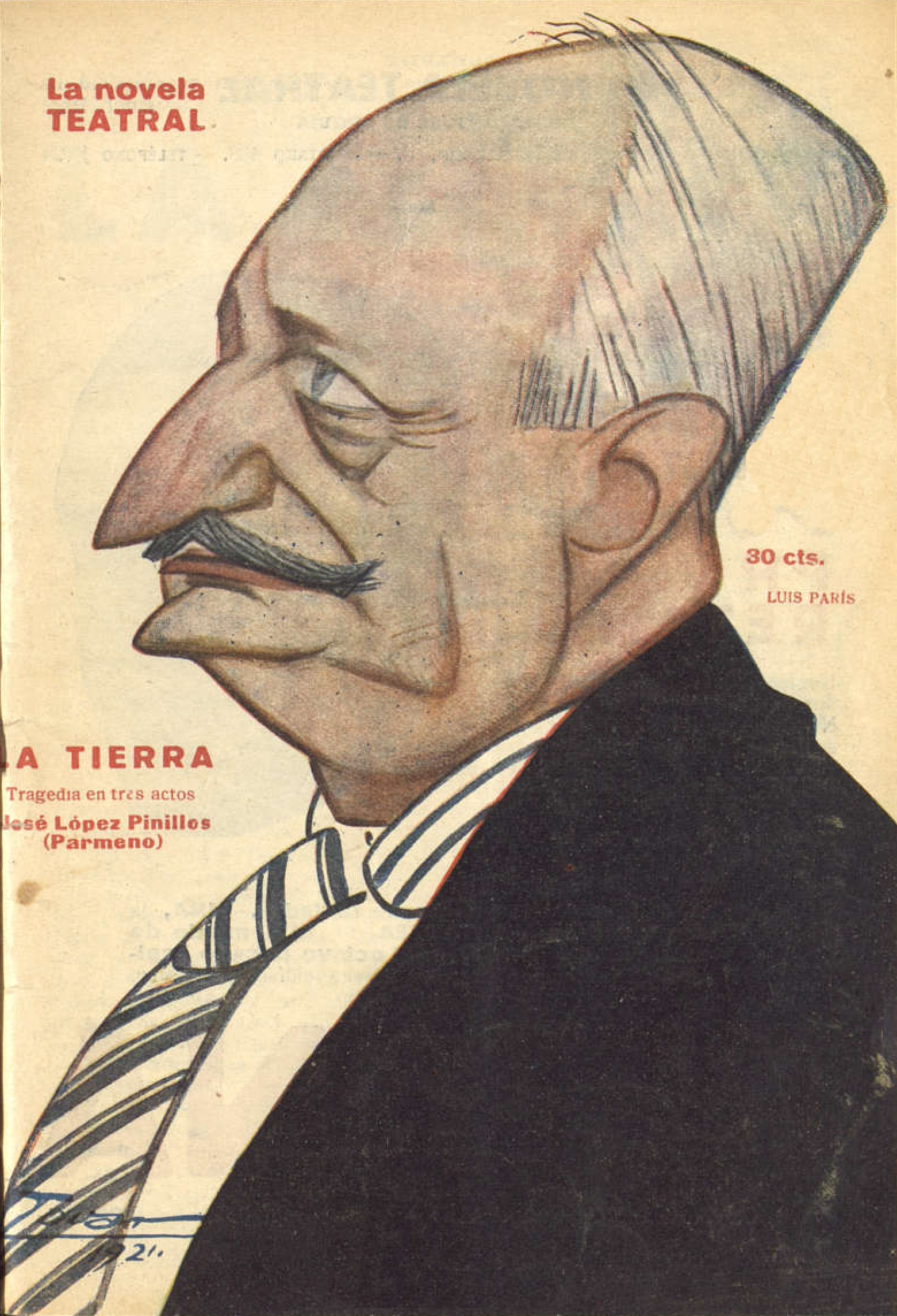
Caricaturizado por Tovar en un número de La Novela Teatral

Literato y empresario teatral, fue redactor de La Nación y colaborador de numerosas publicaciones periódicas.  Fue miembro de la Asociación de la Prensa de Madrid, ciudad en la que fue director del semanario Militares y Soldados (1896), además de escribir para La Gran Vía, El Resumen (1882) y La Ilustración Española y Americana.
Fue autor de Gente Nueva. Crítica inductiva (1889), una obra en la que analizaba las figuras de diversos literatos de nuevo cuño en la España de la Restauración, entre los que se encontraban nombres como los de Pompeyo Gener, Mariano de Cavia, José Nakens, Alejandro Sawa, Joaquín Dicenta, Luis Bonafoux, Rafael Torromé, Emilio Ferrari, Rosario de Acuña, Federico Degetán y José Zahonero.
Desarrolló un vínculo de amistad con Leopoldo Alas «Clarín», con quien mantuvo relación epistolar. Fue director de escena del Teatro Real de Madrid de 1896 a 1902 y de 1907 a 1925, antes del prolongado cierre de éste a mediados del siglo XX. El archivo de París, con valiosa documentación sobre el mundo de la ópera y la actuación en el Real, terminaría en manos del Instituto del Teatro de Barcelona.
Habría fallecido al comienzo de la guerra civil.